# Warning (canción de Green Day)
«Warning» es el segundo sencillo del álbum Warning de la banda estadounidense de punk rock, Green Day.

## Vídeo musical
El vídeo musical, representa a un hombre que vive sin peligro: corre con tijeras, mira la televisión con los ojos muy cerca de la pantalla, camina tranquilamente en medio de un tiroteo, el come carne cruda, etc. En el vídeo aparece la banda tocando en la cocina del hombre. El vídeo apareció también en el DVD International Supervideos!.

## Listado de canciones
| Sencillo en CD |                                       |          |  |
| N.º            | Título                                | Duración |  |
| 1.             | «Warning»                             | 3:42     |  |
| 2.             | «Scumbag»                             | 1:46     |  |
| 3.             | «Don't Want To Know If You're Lonely» | 3:08     |  |

| Sencillo en CD #2 |             |          |  |
| N.º               | Título      | Duración |  |
| 1.                | «Warning»   | 3:42     |  |
| 2.                | «Outsider»  | 2:17     |  |
| 3.                | «Suffocate» | 2:54     |  |

| Sencillo en CD Alemania |                                       |          |  |
| N.º                     | Título                                | Duración |  |
| 1.                      | «Warning»                             | 3:42     |  |
| 2.                      | «Scumbag»                             | 1:46     |  |
| 3.                      | «Outsider»                            | 2:17     |  |
| 4.                      | «Don't Want To Know If You're Lonely» | 3:08     |  |

| Sencillo en CD Europa |           |          |  |
| N.º                   | Título    | Duración |  |
| 1.                    | «Warning» | 3:42     |  |
| 2.                    | «Scumbag» | 1:46     |  |

| Sencillo en CD Australia |            |          |  |
| N.º                      | Título     | Duración |  |
| 1.                       | «Warning»  | 3:42     |  |
| 2.                       | «Minority» | 2:49     |  |
| 3.                       | «Scumbag»  | 1:46     |  |
| 4.                       | «Outsider» | 2:17     |  |

| Vinilo de 7 pulgadas (Reprise Records) |             |          |  |
| N.º                                    | Título      | Duración |  |
| 1.                                     | «Warning»   | 3:42     |  |
| 2.                                     | «Suffocate» | 2:54     |  |

| Vinilo de 7 pulgadas Estados Unidos (Reprise Records) |            |          |  |
| N.º                                                   | Título     | Duración |  |
| 1.                                                    | «Warning»  | 3:42     |  |
| 2.                                                    | «Outsider» | 2:17     |  |

| Vinilo de 7 pulgadas (Adeline Records) |            |          |  |
| N.º                                    | Título     | Duración |  |
| 1.                                     | «Warning»  | 3:42     |  |
| 2.                                     | «Scumbag»  | 1:46     |  |
| 3.                                     | «Outsider» | 2:17     |  |

| CD Promocional |                           |          |  |
| N.º            | Título                    | Duración |  |
| 1.             | «Warning» (Álbum Versión) | 3:42     |  |